# Colombstein

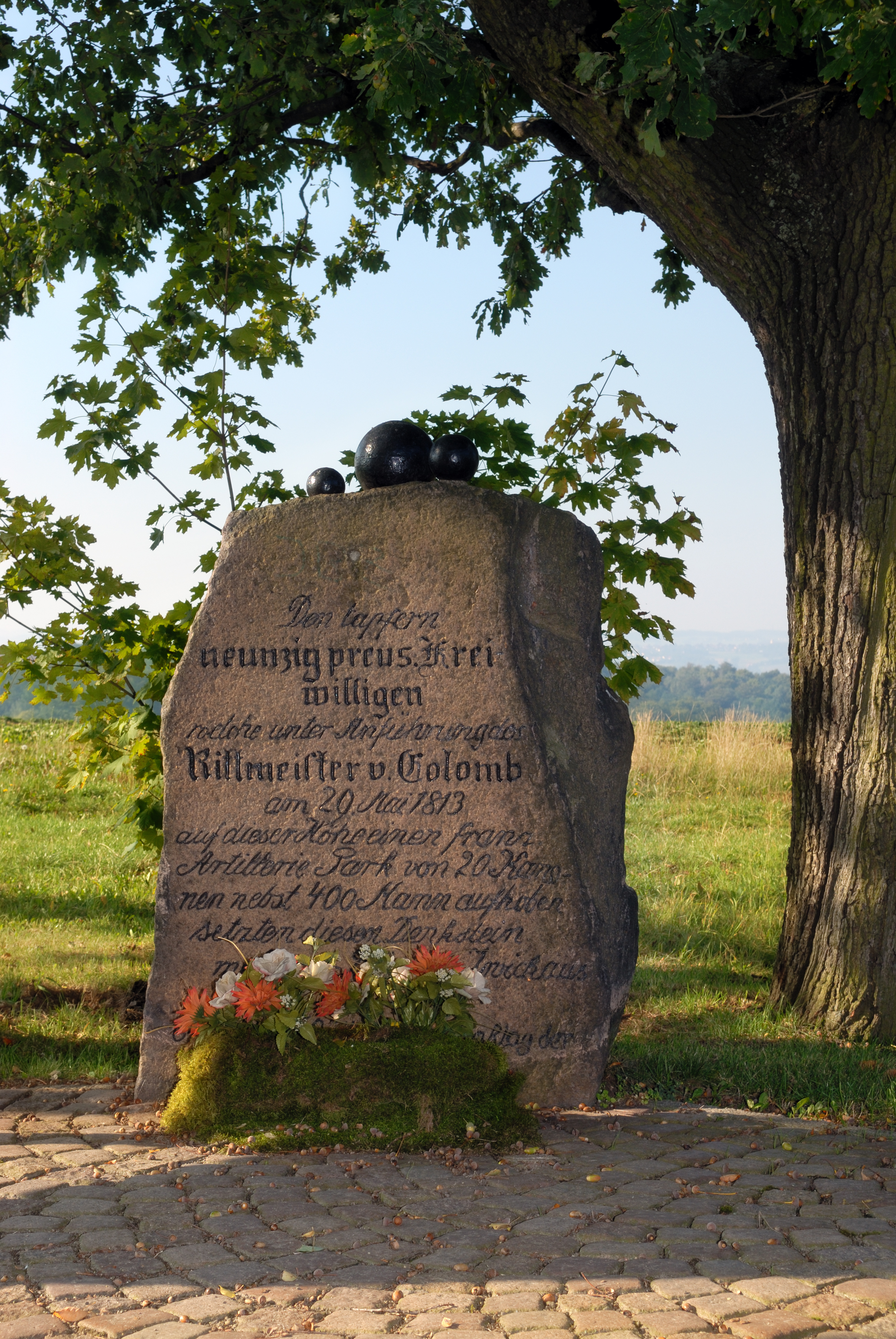
Colombstein

Der Colombstein in der Gemarkung Pöhlau nördlich von Reinsdorf, heute am Rande von Zwickau und am Verlauf einer alten Fernstraße gelegen, wurde am 18. Oktober 1863 als Denkmal zur Erinnerung an die mutige Tat des preußischen Rittmeisters Peter von Colomb errichtet. Dieser hatte am 29. Mai 1813 durch ein Überraschungsmoment eine übermächtige französische Nachschubgruppe erfolgreich angegriffen und dadurch einen Großteil von ihnen gefangen genommen. Erbeutete Waffen und Munition wurden unschädlich gemacht. Napoleonische Truppen hatten die Straße 1812 als Vormarsch- und Retourstrecke während ihres Russlandfeldzugs genutzt.
Die kleine Denkmalanlage am Abzweig der Freitagsstraße von der Bundesstraße 173 zwischen Zwickau und Mülsen St. Micheln wurde 2003 saniert und mit einer Informationstafel ergänzt. Der Pensionär Gerhard Keller aus Mülsen St. Niclas hatte jahrelang die Pflege übernommen und damit zum Erhalt des Objektes wesentlich beigetragen.